# Nemanja Mladenović
Nemanja Mladenović (in serbo Немања Младеновић?; Valjevo, 3 marzo 1993) è un calciatore serbo, ala destra del Rieti.

## Carriera

### Club

#### Kolubara
Cresciuto nelle giovanili dell'OFK Belgrado, è poi passato al Kolubara, compagine militante in Prva Liga. Ha esordito in squadra il 18 marzo 2012, subentrando a Luka Sinđić nella vittoria casalinga per 5-3 sul Banat Zrenjanin. Il 5 maggio seguente ha trovato la prima rete, nel successo per 0-3 sul campo dello Srem. È rimasto in squadra fino alla successiva sessione invernale di calciomercato, totalizzando 30 presenze e una rete tra campionato e coppa.

#### Metalac
A gennaio 2013 si è trasferito al Metalac, sempre in Prva Liga. Ha debuttato con questa maglia il 10 marzo, sostituendo Milan Vignjević nel successo per 1-0 sul Borac Čačak. Il 26 maggio 2013 ha trovato il primo gol, nella sconfitta per 2-1 subita sul campo del Proleter Novi Sad.
Al termine del campionato 2014-2015, il Metalac ha guadagnato la promozione in Superliga. Il 17 luglio 2015, Mladenović ha esordito nella massima divisione locale, nella sconfitta esterna arrivata in casa del Partizan. Il 27 settembre successivo ha trovato la prima rete in questa divisione, con cui ha sancito il successo in trasferta sul campo del Rad Belgrado.

#### Bodø/Glimt
Il 27 gennaio 2017, i norvegesi del Bodø/Glimt, militanti in 1. divisjon, secondo livello del campionato locale, hanno ufficializzato sul proprio sito internet l'ingaggio di Mladenović, che si è legato al nuovo club con un contratto triennale. Il 3 agosto successivo ha rescisso l'accordo che lo legava al club.

#### Zemun
Libero da vincoli contrattuali, è tornato in Serbia per giocare nello Zemun.

#### Larissa
Il 3 gennaio 2018 passa al Larissa, legandosi alla squadra greca fino al 2020.

### Nazionale
A livello giovanile, Mladenović ha rappresentato la Serbia Under-19 e Under-23.

## Statistiche

### Presenze e reti nei club
Statistiche aggiornate al 13 agosto 2017.
| Stagione            | Club            | Campionato      | Campionato | Campionato | Coppe nazionali | Coppe nazionali | Coppe nazionali | Coppe continentali | Coppe continentali | Coppe continentali | Supercoppe | Supercoppe | Supercoppe | Totale | Totale |
| Stagione            | Club            | Comp            | Pres       | Reti       | Comp            | Pres            | Reti            | Comp               | Pres               | Reti               | Comp       | Pres       | Reti       | Pres   | Reti   |
| ------------------- | --------------- | --------------- | ---------- | ---------- | --------------- | --------------- | --------------- | ------------------ | ------------------ | ------------------ | ---------- | ---------- | ---------- | ------ | ------ |
| gen.-giu. 2012      | Kolubara        | PL              | 15         | 1          | CS              | -               | -               | -                  | -                  | -                  | -          | -          | -          | 15     | 1      |
| 2012-gen. 2013      | Kolubara        | PL              | 14         | 0          | CS              | 1               | 0               | -                  | -                  | -                  | -          | -          | -          | 15     | 0      |
| Totale Kolubara     | Totale Kolubara | Totale Kolubara | 29         | 1          |                 | 1               | 0               |                    | -                  | -                  |            | -          | -          | 30     | 1      |
| gen.-giu. 2013      | Metalac         | PL              | 13         | 1          | CS              | -               | -               | -                  | -                  | -                  | -          | -          | -          | 13     | 1      |
| 2013-2014           | Metalac         | PL              | 18+1       | 2+0        | CS              | 1               | 0               | -                  | -                  | -                  | -          | -          | -          | 20     | 2      |
| 2014-2015           | Metalac         | PL              | 30+2       | 3+0        | CS              | 2               | 0               | -                  | -                  | -                  | -          | -          | -          | 34     | 3      |
| 2015-2016           | Metalac         | SL              | 33         | 6          | CS              | 1               | 2               | -                  | -                  | -                  | -          | -          | -          | 34     | 8      |
| 2016-gen. 2017      | Metalac         | SL              | 17         | 1          | CS              | 1               | 0               | -                  | -                  | -                  | -          | -          | -          | 18     | 1      |
| Totale Metalac      | Totale Metalac  | Totale Metalac  | 111+3      | 13+0       |                 | 5               | 2               |                    | -                  | -                  |            | -          | -          | 119    | 15     |
| gen.-ago. 2017      | Bodø/Glimt      | 1D              | 3          | 1          | CN              | 3               | 1               | -                  | -                  | -                  | -          | -          | -          | 6      | 2      |
| ago. 2017-gen. 2018 | Zemun           | SL              | 17         | 1          | CS              | 1               | 0               | -                  | -                  | -                  | -          | -          | -          | 18     | 1      |
| gen.-giu. 2018      | Larissa         | SL              | 0          | 0          | CG              | 0               | 0               | -                  | -                  | -                  | -          | -          | -          | 0      | 0      |
| Totale carriera     | Totale carriera | Totale carriera | 160+2      | 16+0       |                 | 11              | 3               |                    | -                  | -                  |            | -          | -          | 173    | 19     |